# Chiesa e convento delle Cappuccinelle
La chiesa delle Cappuccinelle o chiesa di Santa Croce è un edificio religioso situato a Cosenza, in Calabria.
Sorge in corso Vittorio Emanuele II, in posizione amena, a 317 metri sul livello del mare.
Venne edificata nel 1581 e ospita l'ordine delle Guanelliane.
Attiguo alla struttura si trova il chiostro a pianta quadrangolare, probabilmente del XVII secolo, e presenta una facciata con una porta monumentale del XVI secolo, costruita da artigiani roglianesi in roccia di tufo sormontata da un rosone a torciglione. Un'Immacolata dipinta del 1558 di Pietro Negroni e un mezzobusto ligneo settecentesco Ecce Homo sono custoditi all'interno del chiostro.